# Tine Van den Brande
Tine Van den Brande (Gent, 3 januari 1968) is een Belgisch actrice en presentatrice en een voormalig politica voor Groen.

## Levensloop
Van den Brande stamt uit een artistieke familie (beeldhouwers, schilders, regisseurs en acteurs) met zowel links- als rechtsdenkende familieleden. Vader Bert Van den Brande was een radicaal Vlaams-nationalist die tijdens de Tweede Wereldoorlog aan het oostfront streed bij de Divisie Langemarck en de Kriegsmarine Denemarken. Onder impuls van haar vader was Tine zelf in haar jeugd lid van het Vlaams Nationaal Jeugdverbond (VNJ). Als middelbare scholier studeerde ze wetenschappen-wiskunde aan het atheneum van Diest.
Op haar 18de voegde ze zich bij het linkse artistieke milieu van de Antwerpse theaterschool Studio Herman Teirlinck, waar ze naar eigen zeggen helemaal openbloeide. In 1989 studeerde ze er af als actrice. Van den Brande is actief zowel op theater-, film- als televisievlak. Ze werd bekend door haar rol als Babouche in Diamant, de verfilming van het boek van Jef Geeraerts. Ze speelde in allerhande fictiereeksen, zowel op VRT als VTM. In 2000 ging ze ook aan de slag als presentatrice van vooral realityprogramma's. Dit leverde haar de bijnaam 'Queen of reality' op.
Bij de gemeenteraadsverkiezingen in 2012 kwam Van den Brande op in Mechelen. Ze stond als onafhankelijke op de sp.a-lijst en werd verkozen. In april 2018 stapte ze over naar Groen en nam daarop ontslag uit de gemeenteraad. Vanop de kartellijst met Open Vld raakte ze bij de gemeenteraadsverkiezingen van 2018 opnieuw verkozen. Samen met Groen-gemeenteraadslid Bert Delanoeije werkte ze vanuit de gemeenteraad onder andere aan de ontwikkeling van een nationaal park als klimaatbuffer en de vergroening van de Mechelse binnenstad. 
Voor de verkiezingen van mei 2019 was ze kandidaat voor het Vlaams Parlement op de lijst van Groen, waar ze de vijfde plaats innam en vanop die plaats verkozen werd. In het Vlaams Parlement werd ze ondervoorzitter van de commissie Buitenlands Beleid, Europese Aangelegenheden, Internationale Samenwerking en Toerisme. Vanwege ziekte kreeg ze weinig mogelijkheden om in het parlement een actieve rol te spelen. Bij de verkiezingen van juni 2024 kwam ze niet meer op. In oktober 2024 was ze evenmin kandidaat bij de lokale verkiezingen in Mechelen.

## Werk

### Theater
- Drie zusters van Tsjechov - NTG
- Vaders en zonen van Frears - NTG
- Zomernacht van Hugo Claus - 't Gebroed
- Touw/Mama - Koninklijk Jeugdtheater
- De kleine zeemeermin - Koninklijk Jeugdtheater
- In het uur van de lynx - Raamtheater
- Geschiedenis van een paard - Raamtheater

### Televisieseries
- Noordstraat 17, BRTN (1990),[7] als Daisy Borremans
- Commissaris Roos, VTM (1992), als inspecteur Daisy Soenen
- Bex & Blanche, VTM (1994), gastrol als dierenartsassistente
- De kotmadam, VTM (1995-1996), als Véronique, student seksuologie
- Heterdaad, VRT (1996-1997), als Nadia, tolk voor gehoorgestoorden
- Ons geluk, VTM, als doktersvrouw Reine Priestman
- Diamant, VTM (1998), als luxecallgirl Babouche
- Windkracht 10, VRT (1997-1998), als Lies Adams
- Recht op Recht, VRT (1999), gastrol als Nicole Thijs
- Deman, VTM (2000), als advocate Lies
- Aspe, VTM (2004), gastrol als undercoverjournaliste Saartje Maes
- Flikken, VRT (2004-2005), als hoofdinspecteur Lieselot Winter
- Witse, VRT (2004-2005), als hoofdcommissaris Ilse Van de Casteele
- Aspe, VTM (2010-2011, 2013), als Patricia Berghs
- Zone Stad, VTM (2008-2011) en 2013 (6 gastoptredens) als wetsdokter Kathy Vanparys

### Films en documentaires
- Blueberry Hill (1989) als Veronique
- Ooggetuigen (1993) als de jonge moeder
- She Good Fighter (1995) als Kristin Pauwels
- Film 1 (1999) als Mevrouw van Avermaet
- Kurt & Courtney (1999) als coproducent bij Lafayette films
- Team Spirit 2 (2003) Nellie Dupont
- Dag vreemde man (2017)

### Presentatie
- Regionaal Nieuws"  ATV (1996)
- De Nieuwe droomfabriek VRT  (2000)
- Festival+ canal+ (2000-2004)
- Cinemazine canal + ( 2000-2005)
- Temptation Island VT4 (2001-2003)
- Niki's Geheim VT4 (2004)
- Stanley's Route VT4 (2006)
- Café De Buren BVN (2007)
- Stressvakantie VTM (2009-2013)
- Het Zesde Zintuig VTM (2010)